# Witthausbusch

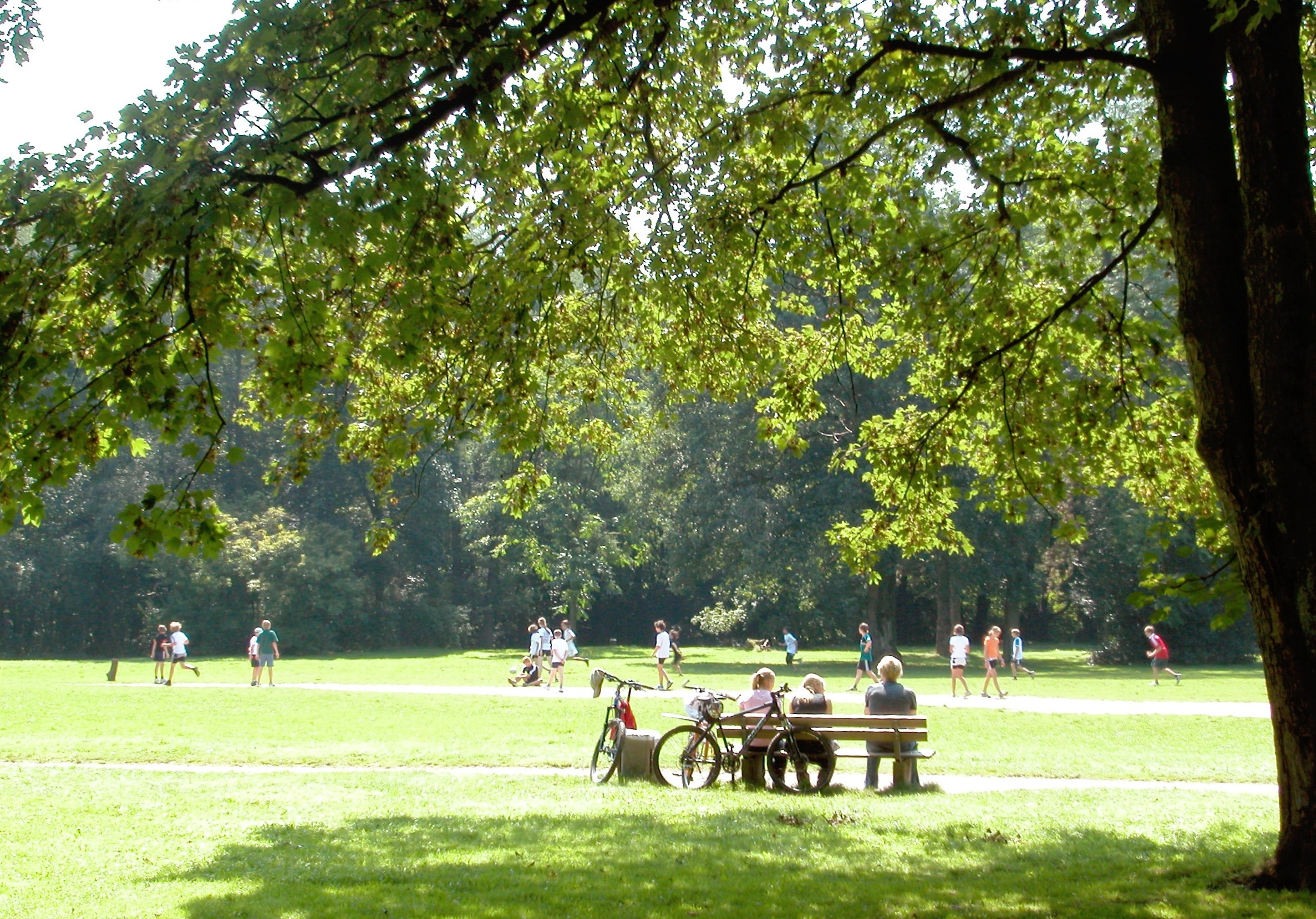
Erholen und Spielen auf der großen Wiese

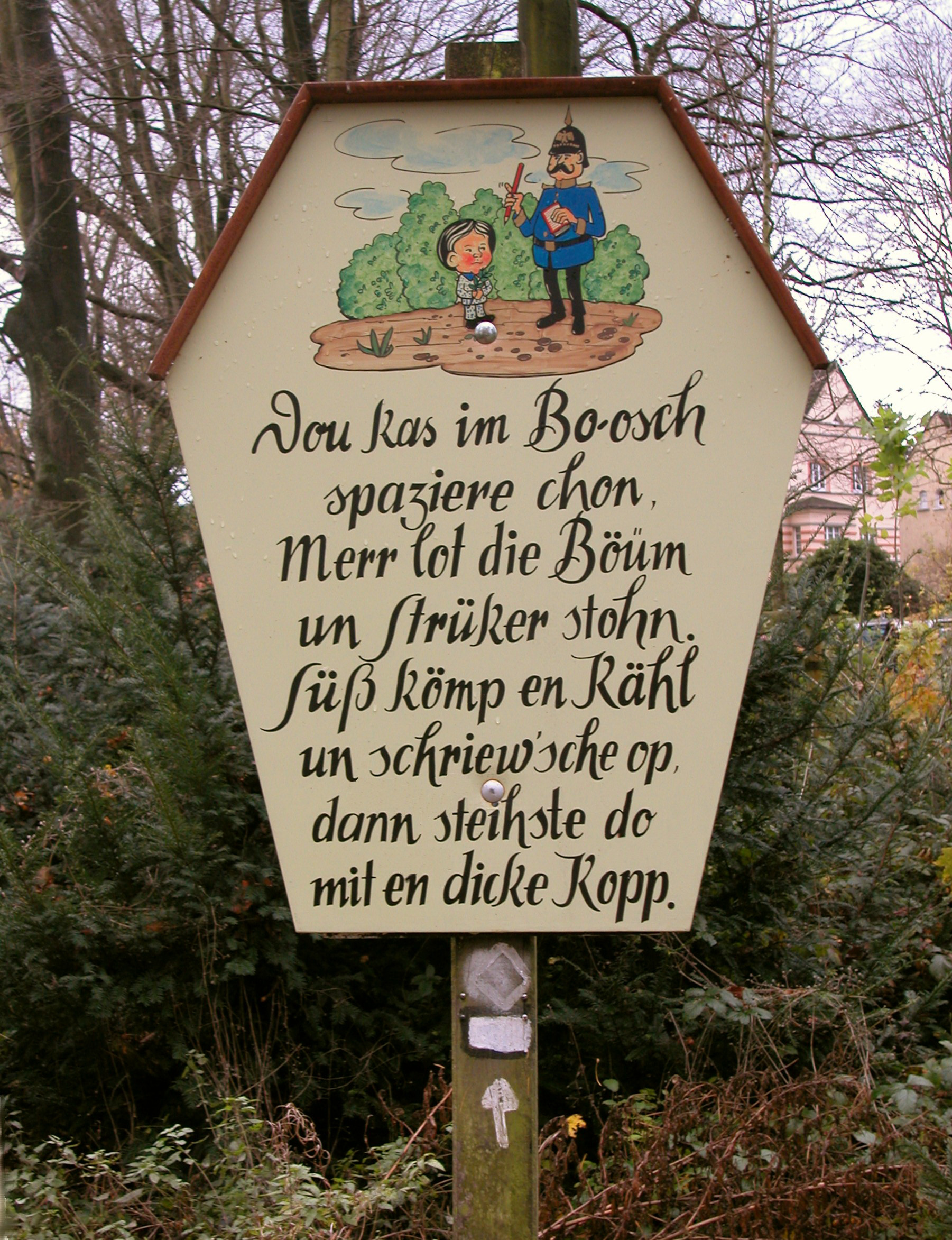
An den Eingängen zum Witthausbusch findet man freundliche Ermahnungen in Mölmsch Platt

Der Witthausbusch ist der größte Volkspark der Stadt Mülheim an der Ruhr. Die Anlage ist heute ein beliebtes Naherholungsgebiet mit großen Spiel- und Liegewiesen. Sie liegt etwa zwei Kilometer südöstlich des Stadtzentrums im Stadtteil Menden-Holthausen. Trägerin ist die Stadt Mülheim an der Ruhr, Amt für Grünflächenmanagement und Friedhofswesen.

## Geschichte
Der heutige Witthausbusch gehörte bereits im 17. Jahrhundert zu den Witthus'schen Höfen, die auf alten Karten des Mülheimer Archivs verzeichnet sind. Wälder, Wiesen und Felder umgaben einstmals den Kahlenberg (früher Widuberg). Jeder, der heute mit der Straßenbahn die Kaiserstraße (ehemals Dungstraße) hinauffährt, gelangt auf der rechten Seite des Werdener Wegs zu einem größeren Wiesengelände, das seinerzeit von den Höfen bearbeitet wurde. Nicht zufällig durchschneidet auch die Witthausstraße, auslaufend am Ende der Reichspräsidentenstraße, das ehemalige Witthus'sche Gelände. 
Das Gelände wurde um 1900 vom Verschönerungsverein der Stadt, zu dem prominente Mülheimer Bürger wie Hugo Stinnes und August Thyssen gehörten, gekauft und als Park angelegt. 
Der Streichelzoo wurde 2010 zu einem Gehege mit seltenen und teilweise vom Aussterben bedrohten Haus- und Nutztierrassen umgewandelt.

## Der Park heute
Besonders beliebt bei Kindern sind der große Spielplatz, das Wildgehege mit Damhirschen und die Ententeiche, durch die der Lohbach fließt, ein rechter Ruhrzufluss. Füttern und Streicheln der Tiere sind möglich, jetzt jedoch nur durch die Zäune oder über sie hinweg. In unmittelbarer Nähe des Spielplatzes findet sich der Mülheimer Schnullerbaum.
Kurz oberhalb des Lohbachs befinden sich die Denkmale für Gerhard Tersteegen (Ich bete an die Macht der Liebe) und Hermann Adam von Kamp (Alles neu macht der Mai).
Der Witthausbusch wird nach Süden durch einen Damm abgeriegelt, auf dem die Bundesstraße 1 (B1) den Lohbach quert. Der Bach wird hier durch einen Kanal geführt. Spaziergänger, die auf direktem Wege vom Leinpfad an der Ruhr zum Witthausbusch gelangen wollen, müssen die B1 in der unübersichtlichen Innenkurve queren. Aus dem Westen über den dichter bewaldeten Kahlenberg führt eine Fußgängerbrücke über die B1 zum Witthausbusch.
Der Witthausbusch ist am besten mit dem Nahverkehr in Mülheim an der Ruhr zu erreichen: Straßenbahnlinien 112 oder 104 (Haltestellen Witthausstraße oder Oppspring), Bus-Linie 151 (Haltestelle Mendener Brücke), Buslinie 753 mit Haltestellen an der Mendener Brücke, an der  Witthausstraße und am Oppspring. Die Parkmöglichkeiten für Pkw sind in den nahe gelegenen Wohnstraßen sehr begrenzt.